# Bursilla microbursaris
Bursilla microbursaris är en rundmaskart. Bursilla microbursaris ingår i släktet Bursilla, och familjen Rhabditidae. Arten är reproducerande i Sverige.